# Emilian Węgierski
Emilian Węgierski herbu Wieniawa (ur. w 1788 w Wielkopolsce, zm. w 1841 w Ostrorogu) – generał brygady powstania listopadowego.
Służbę wojskową rozpoczął w 1806 po wkroczeniu do Wielkopolski Francuzów. Walczył w kampanii pruskiej na Pomorzu. Odznaczył się i w ciągu 1809 uzyskał awanse od podporucznika do kapitana w 11 pułku piechoty. W kampanii austriackiej 1809 dowodził batalionem w 15 pułku piechoty. W tymże środowisku walczył w kampanii moskiewskiej 1812, a jako podpułkownik 21 pułku piechoty litewskiej w 1813 bronił Modlina. Po upadku twierdzy dostał się do niewoli rosyjskiej.
Po uwolnieniu w 1815 wziął dymisje z powodu stanu zdrowia i w Armii Królestwa Polskiego nie służył.
Po wybuchu powstania 1830 powrócił do służby. Początkowo oficer sztabu 4 Dywizji Piechoty, od marca 1831 dowódca 8 pułku piechoty, od maja dowódca brygady w 3 Dywizji Piechoty. Awansowany na generała brygady w czerwcu 1831. Pełnił obowiązki gubernatora wojskowego Warszawy w sierpniu 1831.
Po kapitulacji stolicy krótko pełniący obowiązki ministra Wojny. Sprzeciwił się złożeniu broni przez armię powstańczą i optował za kontynuacją walki.
Po upadku powstania emigrował, potem wrócił do kraju i osiadł na gospodarstwie w Poznańskiem, gdzie zmarł. Pochowany w Ostrorogu.
Był członkiem lóż wolnomularskich Français et Polonais oraz Przesąd Zwyciężony w 1813 roku.